# アレクチニブ
アレクチニブ（Alectinib）は、中外製薬が創薬したALK（未分化リンパ腫リン酸化酵素）阻害薬であり、ALK 融合遺伝子陽性の非小細胞肺癌（NSCLC）の治療に用いられる。同種同効薬のクリゾチニブに耐性となった患者でも効果が期待できる。クリゾチニブやセリチニブと異なり、ベンゾ[b]カルバゾール骨格を有する。各種キナーゼの中でALKへの選択性が極めて高い。商品名アレセンサ。開発コードAF802、RG7853。

## 承認
アレクチニブは日本で2013年9月に希少疾病用医薬品に指定され、2014年7月に「ALK 融合遺伝子陽性の切除不能な進行・再発の非小細胞肺癌」の治療について承認された。
米国では2013年6月に画期的治療薬（Breakthrough Therapy）に指定され、2015年12月に迅速承認された。

## 作用機序
非小細胞肺癌の3〜5%の患者では腫瘍細胞中で遺伝子の組み換えが起こっており、棘皮動物微小管結合蛋白質様4EML4 と未分化リンパ腫キナーゼALK が融合し、キナーゼ活性を有する異常蛋白質が生成して発癌性と悪性の表現型を示すと思われる事が日本から報告された。この融合遺伝子から造られる蛋白質は、リガンドが結合しなくともキナーゼ活性を常時発現しており、細胞の癌化・異常増殖に密接に関与している。アレクチニブはこのEML4–ALK 融合キナーゼを高選択的に阻害して腫瘍細胞の増殖を抑制し、アポトーシスに導く。

## 臨床試験
承認申請は日本国内で実施された第I/II相臨床試験に基づいてなされた。第II相臨床試験部分では46名の患者が登録され、内43名 (93.5%) で腫瘍縮小効果が見られ、腫瘍消失率は19.6%であった。無増悪生存期間は中央値27.7か月で、2年生存率は79%であった。また患者の96.6%に副作用が発現したがCTCAEに定めるグレード4の副作用はなく、グレード3の副作用は好中球減少と血中クレアチンホスホキナーゼ (CPK) 増加、各2例 (4.3%) であった。
ステージIIIB/IVあるいは再発のALK 陽性非小細胞肺癌を対象とした臨床試験の結果、クリゾチニブ治療が無効となった患者に対するアレクチニブの奏効率は50%であった。

## 副作用
添付文書に記載されている重大な副作用は、間質性肺疾患(1.7%)、肝機能障害、好中球減少(25.9%)、白血球減少(20.7%)、消化管穿孔、血栓塞栓症である。
20%以上に現れる副作用は、味覚異常、便秘、発疹、光線過敏症、血中ビリルビン増加、AST(GOT)増加、ALT(GPT)増加、血中クレアチニン増加、血中CK(CPK)増加である。